# Film bourekas
Les films bourekas (hébreu : סרטי בורקס) étaient un genre de mélodrames comiques israéliens populaires en Israël dans les années 1960 et 1970. Le nom vient des bourekas, une pâtisserie populaire de la cuisine israélienne.

## Histoire
Le critique de cinéma du Haaretz, Uri Klein, décrit les films bourekas comme un « genre particulièrement israélien de mélodrames comiques ou de films à l'eau de rose... basé sur des stéréotypes ethniques ». Il s'agissait de « farces et mélodrames locaux qui offraient un divertissement d'évasion pendant une période tendue de l'histoire israélienne ».
Le terme aurait été inventé par le réalisateur israélien Boaz Davidson, créateur de plusieurs de ces films, comme un jeu de mots sur le genre « western spaghetti », ainsi nommé parce que ce sous-genre particulier de western était produit en Italie. Les bourekas sont un aliment populaire de la cuisine israélienne, et le nom fait également référence à une scène du film Le Policier Azoulay dans laquelle le personnage principal offre un boureka à l'un de ses collègues.
Bien que les films bourekas aient été parmi les plus grands succès au box-office, ils ont généralement reçu de terribles critiques. Ils étaient décrits comme vulgaires et de bas niveau, et comme une représentation inexacte d'Israël qui nuisait à son image. En critiquant Sallah Shabati, Biltzki dans Al HaMishmar a déclaré : « Parce que les partis en Israël sont présentés non seulement dans le miroir déformé d'un humour déformé mais aussi dans le vilain miroir de l'image de la vie publique et organisationnelle... Il faut réfléchir à deux fois si un tel film devrait nous représenter à l'étranger ».
À la fin des années 1970, la popularité du film bourekas a décliné. Dans les années 1980, les films israéliens sont devenus plus politisés et ont commencé à aborder des sujets controversés. Aujourd'hui, beaucoup de films bourekas ont acquis le statut de film culte en Israël.

## Thèmes
Le thème principal de la plupart des films bourekas est le conflit entre les cultures ethniques en Israël, en particulier entre les Juifs mizrahim et les Juifs ashkénazes, et en termes colonialistes, entre le « tiers monde » (mizrahi) et le « premier monde » (ashkénaze):212.
Le protagoniste est généralement un homme juif mizrahi, presque toujours pauvre, rusé et débrouillard, qui entre en conflit avec les institutions de l'État ou des personnages d'origine ashkénaze — la plupart du temps dépeints comme riches, prétentieux, coincés, sans cœur et aliénés. Dans beaucoup de ces films, les acteurs imitent différents accents hébraïques, en particulier ceux des Juifs originaires du Maroc, de Perse et de Pologne. Ils emploient l'humour burlesque, les identités alternatives et une combinaison de comédie et de mélodrame.
Zuckermann (2005) soutient que bien que « les films bourekas comme Snooker (Boaz Davidson 1975) et Hakham Gamliel (Joel Silberg 1974) soient considérés par beaucoup comme l'apogée de la culture mizrahi, [ils] sont hybrides et modelés sur la vie ashkénaze du shtetl comme dans Kuni Lemel (Two Kuni Lemels alias The Flying Matchmaker) et shtétl Kabtsíel dans Beémek Habakhá de Mendele Moïkher Sforim »:213.
Dans un livre intitulé « Israeli Bourekas Films: their Origins and Legacy » (2023), le chercheur Rami Kimchi affirme que la représentation des communautés mizrahis israéliennes dans ces films ressemble fortement à la représentation du shtetl d'Europe de l'Est du XIXe siècle par les écrivains yiddish classiques. Kimchi attribue le succès commercial de ces films à leur « hybridité », c'est-à-dire qu'ils étaient à la fois israéliens/mizrahis et diasporiques/ashkénazes, satisfaisant ainsi les besoins politiques, sociologiques et psychologiques des publics mizrahis et ashkénazes en Israël.

## Critique moderne et analyse orientaliste
Depuis les années 1980, les films bourekas font l'objet d'une critique académique approfondie, notamment de la part de la professeure Ella Shohat de l'Université de New York. Dans son ouvrage de référence Israeli Cinema: East/West and the Politics of Representation (1989, réédité en 2010), Shohat analyse les films bourekas à travers le prisme de l'orientalisme théorisé par Edward Said.
Selon Shohat, les films bourekas constituent « une autre approche colonialiste de la supériorité juive européenne, représentant les pays d'origine des Mizrahim comme un autre espace vide et non civilisé ». Cette critique postcoloniale souligne que ces films reproduisent des stéréotypes orientalisants qui dépeignent les Juifs mizrahim selon des clichés dégradants, tout en privilégiant une perspective culturelle ashkénaze-européenne.
L'analyse de Shohat s'inscrit dans la lignée des critiques du discours colonial, révélant comment le cinéma israélien a contribué à marginaliser la représentation authentique des communautés mizrahis, les privant de leur droit à l'auto-représentation au profit d'une vision caricaturale qui renforçait les hiérarchies ethniques au sein de la société israélienne.

## Acteurs et réalisateurs
Les films bourekas ont connu un grand succès en Israël dans les années 1960 et 1970, mais ont aussi été critiqués pour leur caractère superficiel. Parmi les principaux acteurs et réalisateurs figuraient :
- Ze'ev Revach : acteur et réalisateur qui a participé à de nombreuses comédies bourekas populaires telles que Hagiga B'Snuker (en) (1975), Charlie Ve'hetzi (en) (1974), Rak Hayom (1976).
- George Ovadiah (en) qui a créé de nombreux mélodrames influencés du cinéma turc. Ses films les plus marquants sont Ariana (1971), Nurit (1972), Sarit (1974), West Side Girl (1979).
- Yehuda Barkan (en) : acteur et réalisateur qui a participé à de nombreux films bourekas tels que Lupo (1970) et Lupo B'New York (1976), Katz V'Carasso (en) (1971).
- Boaz Davidson (en) : réalisateur de nombreuses comédies bourekas telles que Charlie Ve'hetzi (1974), Hagiga B'Snuker (1975), Mishpahat Tzan'ani (1976).
- Chaim Topol : a joué dans Sallah Shabati (1965) avant son rôle révélateur dans l'adaptation cinématographique de 1971 d'Un violon sur le toit, qui lui a valu un Golden Globe.

## Sous-genres
Les films gefilte fish (de « gefilte fish »), également connus sous le nom de « bourekas pour Ashkénazes », sont un groupe marginal de films bourekas qui mettent en scène des protagonistes ashkénazes et le folklore du ghetto juif.

## Films notables
Plusieurs films bourekas importants sont listés ci-dessous par ordre chronologique :
- Sallah Shabati (1964) — premier film israélien nommé pour un Oscar du meilleur film international[11]
- Fortuna (1966) — réalisé par Menahem Golan
- Two Kuni Lemels (1966) — réalisé par Israel Beker
- 999 Aliza Misrahi (1967) — réalisé par Menahem Golan
- Our Neighborhood (1968) — réalisé par Uri Zohar
- My Margo (1969) — réalisé par Menahem Golan
- Lupo (1970) — réalisé par Menahem Golan
- Kazablan (1974) — avec Yehoram Gaon
- Charlie Va'Hetzi (1974) — réalisé par Boaz Davidson
- Hagiga B'Snuker (1975) — réalisé par Boaz Davidson